# Bret Harrison
Bret Michael Harrison (Tualatin, Oregon, 6 april 1982) is een Amerikaans acteur en muzikant.  Hij is in België en Nederland vooral bekend van de komische serie Grounded for life.

## Rollen
Hij was lid van een lokaal theatergezelschap waarbij hij meespeelde in het toneelstuk Our Town. Zijn eerste televisierol was op het Amerikaanse MTV waar hij een bijrol had in het eerste seizoen van Undressed. Zijn eerste filmrol was in de MTV-film Everybody's Doing It waar hij de rol van Travis speelde.  Zijn eerste hoofdrol was de sullige buurjongen Brad (Bradley) O'Keefe in de serie Grounded for Life. 
Hij was te zien in de serie 'Reaper', als de hoofdpersoon: Sam Oliver. 
Ook was hij te zien in vier afleveringen van That 70s Show in de rol van Charlie.  In The O.C. speelde hij Danny, de rivaal van Seth. In de dramareeks Law & Order: Special Victims Unit had hij een bijrol als Sam Cavanaugh, een jong slachtoffer van seksueel misbruik.  

### Muziek
Harrison speelt gitaar bij de groep Big Japan, die zich voornamelijk richt op indierock.  Ook Adam Brody is lid is van deze muziekgroep. Omdat beiden nogal volle agenda's hebben vanwege hun acteercarrière, treedt de band maar weinig op.
- Biblioteca Nacional de España: XX5059070
- Gemeinsame Normdatei: 1070294594
- International Standard Name Identifier: 0000 0001 1704 610X
- Library of Congress Control Number: no2010197963
- Virtual International Authority File: 160894668
- WorldCat: E39PBJqFRF3xqWWy9yH8DtWYyd